# Faro del Comercio
El Faro del Comercio es un monumento emblemático de la ciudad de Monterrey, situado en la Macroplaza frente a la Catedral de Monterrey y detrás de las Oficinas Municipales. Fue construido entre 1983 y 1984.

## Diseño
Su diseño se atribuye al famoso arquitecto Luis Barragán (quien hasta su muerte nunca reconoció la autoría) y fue construido por el arquitecto Raúl Ferrara con motivo de la celebración del primer centenario de la Cámara de Comercio de Monterrey. Fue calculado por el ingeniero civil Francisco Fortunato Garza Mercado.

## Arquitectura
Sus dimensiones son de 69.80 metros de altura y 12.33 metros de anchura, siendo uno de los puntos más visitados en la Macroplaza. Por las noches se enciende un láser verde que se puede ver desde muchos puntos de la ciudad y su área metropolitana.
Este proyecto fue originalmente nombrado Placa Roja cuando CYDSA, mediante una presentación el 15 de diciembre de 1981, lo adquirió con el objeto de escoger un modelo para la realización de una escultura. 
El 2 de septiembre de 1982, se le denominó Faro del Comercio, cuando CYDSA lo cedió a la CANACO de Monterrey, siendo uno de los principales promotores del proyecto Rubén Alanís, presidente de la misma organización en ese periodo.

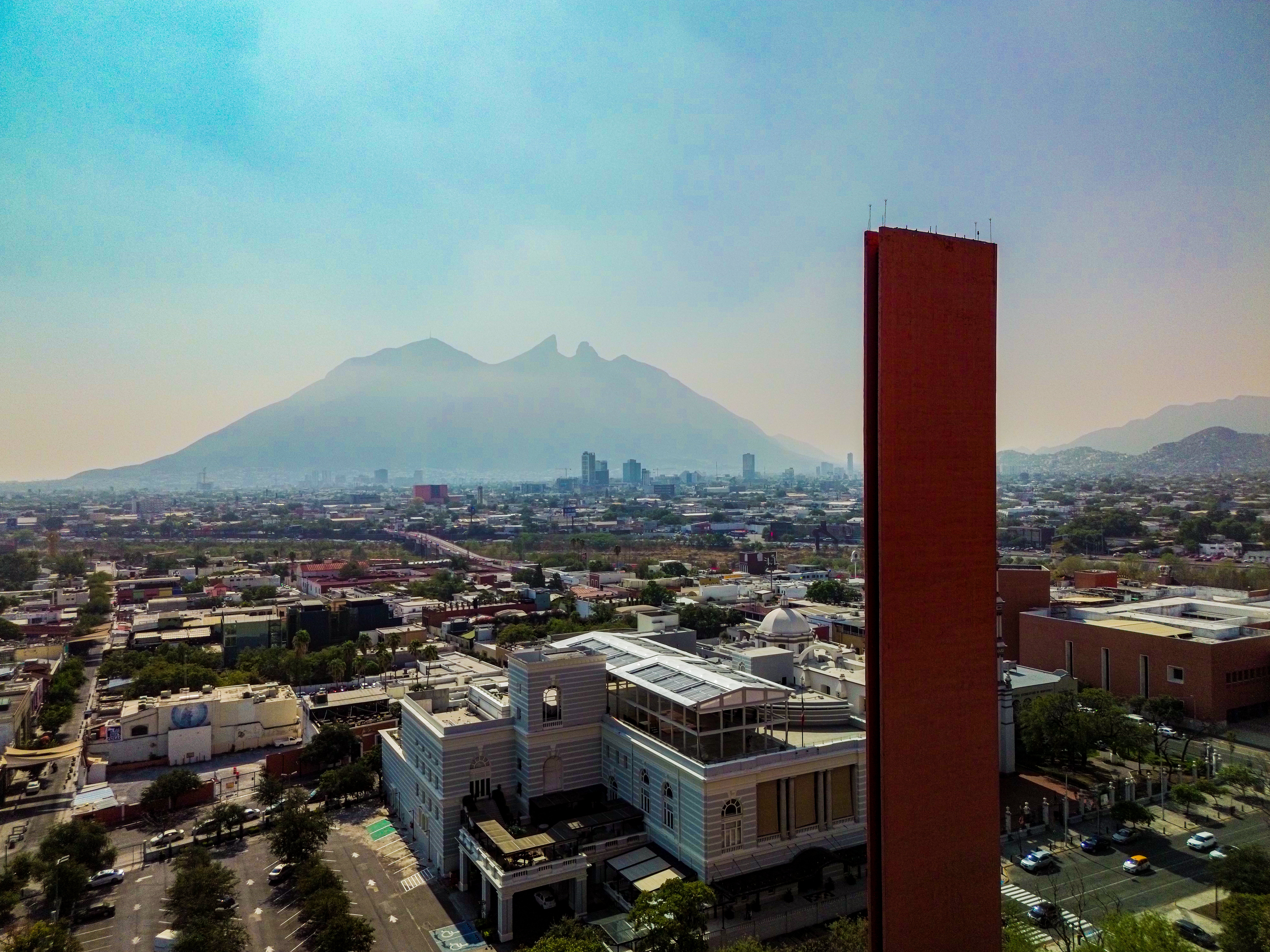
Faro del Comercio con vista del Cerro de la Silla